# Болевич, Сергей Бранкович
Болевич Сергей Бранкович (род. 2 сентября 1964, Загреб) —  заведующий кафедрой патологии человека Первого МГМУ им. И. М. Сеченова. Заслуженный работник высшей школы Российской Федерации.

## Биография
В 1989 г. закончил лечебный факультет Первого Московского медицинского института им. И. М. Сеченова с отличием. С 1989 по 1991 г. продолжил обучение в клинической ординатуре на базе кафедры внутренних болезней № 2 лечебного факультета Московской медицинской академии им. И. М. Сеченова.
В 1992 г. защитил   кандидатскую   диссертацию   по   специальностям «патофизиология»   и   «пульмонология»   на   тему:   «Свободнорадикальные кислородные и липидные процессы и возможность их коррекции у больных бронхиальной   астмой», а в 1995 г. докторскую диссертацию   по специальностям   «патофизиология»   и   «пульмонология»   на   тему:   «Роль свободнорадикальных процессов в патогенезе бронхиальной астмы».
C 1996 г. по 1997 г. работал на кафедры патофизиологии лечебного факультета   Московской   медицинской   академии   им.   И. М. Сеченова   в должности доцента, а с 1997 г. по 2008 г. - в должности профессора. В 2008 г. присвоено ученое звание профессор по специальности «патофизиология». С 2008 г. по 2010 г. являлся профессором кафедры патофизиологии факультета последипломного профессионального образования Московской медицинской академии им. И. М. Сеченова. В 2010 г. утвержден в должности заведующего кафедрой   патологии   человека   Института   профессионального   образования Первого МГМУ им. И. М. Сеченова, где работает по настоящее время.

## Направления научной деятельности
Патофизиология, пульмонология, молекулярная медицина, свободнорадикальные процессы в патогенезе заболеваний дыхательной системы и антиоксидантная терапия болезней человека. Является автором открытий «Свойство углекислого газа ингибировать генерацию активных форм кислорода клетками тканей человека и животных» (1995) и «Закономерность формирования постишемической аневризмы сердца при высокой коронароокклюзии» (2000).

## Публикации
Автор более 400 научных работ, в том числе 7 монографий, 5 руководств, 30 учебных пособий, 2 открытия, 6 патентов на изобретение.

## Награды
- Золотые медали «За лучшую научную работу ММА им. И. М. Сеченова» (2001, 2003)
- Медаль РАЕН «Автору научного открытия», посвященной лауреату Нобелевской премии П. Л. Капице (2001, 2002)
- Лауреат именной премии РАМН им. И. В. Давыдовского за лучшую научную работу по общей патологии «Медиаторная роль активных форм кислорода и модулирующее влияние углекислого газа» (2001)
- Лауреат именной премии РАМН за лучшую научную работу в области медицины по нейрофармакологии им. В. В. Закусова за цикл работ «Фармакологическая коррекция свободнорадикальных процессов как существенное патогенетическое звено инсульта» (2010)
- Почетная грамота Министра здравоохранения Российской Федерации (2015)
- Заслуженный работник высшей школы Российской Федерации (23 июня 2020) — за заслуги в научно-педагогической деятельности, подготовке высококвалифицированных медицинских кадров и многолетнюю добросовестную работу[3].